# Thismia glaziovii
Thismia glaziovii là một loài thực vật có hoa trong họ Burmanniaceae. Loài này được Poulsen miêu tả khoa học đầu tiên năm 1889.